# Challenger AAT de TCA 2024 - Doppio
Il doppio del torneo di tennis professionistico Challenger AAT de TCA 2024, facente parte della categoria Challenger 50 nell'ambito dell'ATP Challenger Tour 2024, si è giocato dall'8 al 14 gennaio a Buenos Aires, in Argentina. Tra le sedici coppie di partecipanti erano assenti Francisco Comesaña e Thiago Seyboth Wild, i detentori del titolo.
In finale Arklon Huertas Del Pino e Conner Huertas Del Pino hanno sconfitto Max Houkes e Lukas Neumayer con il punteggio di 6–3, 3–6, [10–6].

## Teste di serie
1. Boris Arias /  Federico Zeballos (primo turno)
2. Orlando Luz /  Marcelo Zormann (quarti di finale)

1. Arklon Huertas del Pino /  Conner Huertas del Pino (campioni)
2. Mateus Alves /  João Lucas Reis da Silva (primo turno)

## Wildcard
1. Luciano Emanuel Ambrogi /  Lautaro Midón (quarti di finale)

1. Leonardo Aboian /  Valerio Aboian (primo turno)

## Alternate
1. Ignacio Monzón /  Carlos Sánchez Jover (primo turno)

## Tabellone

### Legenda
| - Q = Qualificato - WC = Wild card - LL = Lucky loser | - ALT = Alternate - SE = Special Exempt - PR = Protected Ranking | - w/o = Walkover - r = Ritirato - d = Squalificato |

|  | Primo turno | Primo turno                           | Primo turno                           | Primo turno | Primo turno |  |  | Quarti di finale | Quarti di finale                      | Quarti di finale            | Quarti di finale       | Quarti di finale       |   |   | Semifinali | Semifinali                            | Semifinali                            | Semifinali                                      | Semifinali |   |      | Finale | Finale | Finale | Finale | Finale |  |
|  |             |                                       |                                       |             |             |  |  |                  |                                       |                             |                        |                        |   |   |            |                                       |                                       |                                                 |            |   |      |        |        |        |        |        |  |
|  | 1           | B Arias F Zeballos                    | 6                                     | 1           | [1]         |  |  |                  |                                       |                             |                        |                        |   |   |            |                                       |                                       |                                                 |            |   |      |        |        |        |        |        |  |
|  | WC          | LE Ambrogi L Midón                    | 2                                     | 6           | [10]        |  |  | WC               | LE Ambrogi L Midón                    | LE Ambrogi L Midón          | 6                      | 3                      |   |   |            |                                       |                                       |                                                 |            |   |      |        |        |        |        |        |  |
|  |             | R Olivo N Sánchez Izquierdo           | R Olivo N Sánchez Izquierdo           | 6           |             |  |  |                  | R Olivo N Sánchez Izquierdo           | R Olivo N Sánchez Izquierdo | 78                     | 6                      |   |   |            |                                       |                                       |                                                 |            |   |      |        |        |        |        |        |  |
|  |             | O Krutykh T Stodder                   | O Krutykh T Stodder                   | 3           | r           |  |  |                  |                                       |                             |                        |                        |   |   |            | R Olivo N Sánchez Izquierdo           | R Olivo N Sánchez Izquierdo           | 4                                               | 2          |   |      |        |        |        |        |        |  |
|  | 4           | M Alves JL Reis da Silva              | 4                                     | 7           | [6]         |  |  |                  |                                       |                             | M Houkes L Neumayer    | M Houkes L Neumayer    | 6 | 6 |            |                                       |                                       |                                                 |            |   |      |        |        |        |        |        |  |
|  |             | M Dellien M Kestelboim                | 6                                     | 5           | [10]        |  |  |                  | M Dellien M Kestelboim                | M Dellien M Kestelboim      | 4                      | 5                      |   |   |            |                                       |                                       |                                                 |            |   |      |        |        |        |        |        |  |
|  | Alt         | I Monzón C Sánchez Jover              | 4                                     | 710         | [9]         |  |  |                  | M Houkes L Neumayer                   | M Houkes L Neumayer         | 6                      | 7                      |   |   |            |                                       |                                       |                                                 |            |   |      |        |        |        |        |        |  |
|  |             | M Houkes L Neumayer                   | 6                                     | 68          | [11]        |  |  |                  |                                       |                             |                        |                        |   |   |            | Max Houkes Lukas Neumayer             | 3                                     | 6                                               | [6]        |   |      |        |        |        |        |        |  |
|  |             | JP Paz G Villanueva                   | JP Paz G Villanueva                   | 78          | 6           |  |  |                  |                                       |                             |                        |                        |   |   |            |                                       | 3                                     | Arklon Huertas del Pino Conner Huertas del Pino | 6          | 3 | [10] |        |        |        |        |        |  |
|  | WC          | L Aboian V Aboian                     | L Aboian V Aboian                     | 6           | 3           |  |  |                  | JP Paz G Villanueva                   | 7                           | 4                      | [7]                    |   |   |            |                                       |                                       |                                                 |            |   |      |        |        |        |        |        |  |
|  |             | E Lavagno A Weis                      | E Lavagno A Weis                      | 2           | 62          |  |  | 3                | A Huertas del Pino C Huertas del Pino | 61                          | 6                      | [10]                   |   |   |            |                                       |                                       |                                                 |            |   |      |        |        |        |        |        |  |
|  | 3           | A Huertas del Pino C Huertas del Pino | A Huertas del Pino C Huertas del Pino | 6           | 7           |  |  |                  |                                       |                             |                        |                        |   |   | 3          | A Huertas del Pino C Huertas del Pino | A Huertas del Pino C Huertas del Pino | 6                                               | 7          |   |      |        |        |        |        |        |  |
|  |             | L Draxl D Wenger                      | L Draxl D Wenger                      | 3           | 4           |  |  |                  |                                       |                             | J Schnaitter M Wallner | J Schnaitter M Wallner | 4 | 5 |            |                                       |                                       |                                                 |            |   |      |        |        |        |        |        |  |
|  |             | J Schnaitter M Wallner                | J Schnaitter M Wallner                | 6           | 6           |  |  |                  | J Schnaitter M Wallner                | 1                           | 6                      | [10]                   |   |   |            |                                       |                                       |                                                 |            |   |      |        |        |        |        |        |  |
|  |             | I Carou H Casanova                    | 64                                    | 6           | [9]         |  |  | 2                | O Luz M Zormann                       | 6                           | 3                      | [8]                    |   |   |            |                                       |                                       |                                                 |            |   |      |        |        |        |        |        |  |
|  | 2           | O Luz M Zormann                       | 7                                     | 3           | [11]        |  |  |                  |                                       |                             |                        |                        |   |   |            |                                       |                                       |                                                 |            |   |      |        |        |        |        |        |  |